# コンビニ・ウォーズ バイトJK VS ミニナチ軍団
『コンビニ・ウォーズ バイトJK VS ミニナチ軍団』（コンビニウォーズ バイトJK VS ミニナチぐんだん、Yoga Hosers）は、2016年のアメリカ合衆国のホラー・コメディ映画。監督はケヴィン・スミス、出演はリリー＝ローズ・デップとハーレイ・クイン・スミスなど。
2014年の映画『Mr.タスク』でリリー＝ローズ・デップとハーレイ・クイン・スミスが演じた女子高生のコンビニ店員に焦点を当てたスピンオフ映画。
ジョニー・デップとヴァネッサ・パラディの娘リリー＝ローズ・デップが映画初主演し、ジョニーとパラディも出演している。ジョニーとリリー＝ローズは『Mr.タスク』に続いての父娘共演である（監督も同じケヴィン・スミス）。また、共演のハーレイ・クイン・スミスは監督ケヴィン・スミスの娘である。

## ストーリー
カナダのマニトバに住むコリーン・コレットとコリーン・マッケンジーは、授業もバイトもやる気がないが、ヨガには夢中で、怪しい先生のもとでトレーニングに励んでいる親友同士の女子高生で、同じコンビニで一緒にバイトをしていた。
ある日、2人は店長の不在中にコンビニで男の子とパーティを開こうとするが、地下に眠っていたミニサイズの軍団員によって構成された邪悪なミニナチ軍団を呼び起こしてしまう。
ミニナチ軍団は巨大な怪物を解き放ち、世界征服に乗り出す。2人は地球の命運をかけて軍団に立ち向かう。

## キャスト
※括弧内は日本語吹替
- コリーン・コレット（コリーンC） - リリー＝ローズ・デップ（朝井彩加）
- コリーン・マッケンジー（コリーンM） - ハーレイ・クイン・スミス（森千晃）
- モーリス先生 - ヴァネッサ・パラディ
- ハンター・キャロウェイ - オースティン・バトラー
- ゴードン・グリーンリーフ - タイラー・ポージー
- ギー・ラポワンテ - ジョニー・デップ（平田広明）
- ヨギ・ベア - ジャスティン・ロング（川中子雅人）
- エイドリアン・アルカンド - ハーレイ・ジョエル・オスメント（山崎健太郎）
- イカボッド - アダム・ブロディ
- アンドロニクス・アーケイン - ラルフ・ガーマン（落合弘治）
- ボブ・コレット（コリーンCのパパ） - トニー・ヘイル
- タビサ - ナターシャ・リオン（西島麻紘）
- ウィックランド先生 - ジェネシス・ロドリゲス
- インヴィンシブル校長 - サシュア・ザマタ（英語版）
- マッケンジー夫人（コリーンMのママ） - ジェニファー・シュウォールバック（英語版）
- トイレットペーパー男 - ハーレイ・モレンスタイン（英語版）
- 少年 - ジャック・デップ
- 悪徳警官 - ジェイソン・ミューズ
- ブラッツィ - ケヴィン・スミス
- カナディアン・バットマン - ケヴィン・コンロイ
- ディスパッチャー - スタン・リー

## 作品の評価
批評家からは酷評されている。Rotten Tomatoesによれば、批評家の一致した見解は「だらしなく、面白くもなく、明確な目的もない『コンビニ・ウォーズ バイトJK VS ミニナチ軍団』は、かつては有望視されていたケヴィン・スミスのキャリアの中でも特に酷い出来である。」であり、60件の評論のうち高評価は23%にあたる14件で、平均点は10点満点中3.7点となっている。Metacriticによれば、17件の評論のうち、高評価は1件、賛否混在は2件、低評価は14件で、平均点は100点満点中23点となっている。